# Noua (film)
Pour les articles homonymes, voir Noua.

Noua est un film algérien réalisé par Abdelaziz Tolbi et sorti en 1972.
Tous les rôles sont tenus par les habitants d'un petit village dans les Aurès.

## Synopsis
Le film raconte les débuts de la résistance sur les hauts plateaux d'Algérie dans les années 1950, et la division en classes de la société algérienne de l'époque. Noua est amoureuse du fils d'un vieux paysan qui a été dépossédé de ses terres.

## Fiche technique
- Réalisation : Abdelaziz Tolbi
- Scénario : d'après une nouvelle de Wattar
- Photographie : Noureddine Adez
- Montage : Alatadid Meddad Rezzb
- Production : Radio Télévision Algérienne (RTA)[3]
- Durée : 90 minutes
- Date de sortie : 
  - Algérie : 1972
  - France : 1977 (Paris)

## Distribution
Les habitants du douar Aïn el Berda dans les Aurès.

## Distinctions
- 1975 : Prix du jury œcuménique du Festival de Locarno